# Il grande Baboomba
Il grande Baboomba è un singolo del cantante italiano Zucchero Fornaciari, pubblicato il 23 aprile 2004 per il mercato radiofonico e il 7 maggio come CD singolo dall'etichetta discografica Universal. Ha anticipato l'album Zu & Co.

## Il brano
Il brano, scritto da Zucchero insieme a Mousse T., che ha curato anche la produzione, ha riscosso un grande successo in Italia diventando uno dei tormentoni estivi dell'estate del 2004. Con questa canzone il cantante ha vinto l'edizione di quell'anno del Festivalbar. Il testo, ricco di doppi sensi, cita Arriva la bomba di Johnny Dorelli. Ha ottenuto successo radiofonico a livello internazionale.
Della canzone esistono una versione in inglese, Mama Get Real, incisa per il mercato internazionale e presente in una versione remixata contenuta in Zu & Company - The Ultimate Duets Collection del 2005, e una versione in spagnolo intitolata El gran Baboomba.

## Il video
Nel video a cartoni animati, realizzato dalla casa di produzione toscana Stranemani, Zucchero e Mousse T., protagonisti in versione cartoon, animano un colorato e chiassoso street party nel quale appare un'avvenente ballerina, che presto diventa fonte di litigio tra il bullo della festa e un piccolo e buffo elefantino rosa, che alla fine avrà la meglio e andrà via con la limousine della bellissima ragazza nera.

Il design dell'elefantino è stato ispirato da un disegno della figlia di Zucchero, Alice Fornaciari.

## Tracce
Testo di Zucchero e musica di Zucchero e Mousse T., eccetto dove diversamente indicato.

### CD singolo
Il grande Baboomba
- COD: Universal ZUCDP1

1. Il grande Baboomba (feat. Mousse T.) – 3:21

- COD: Universal 982 007-0[6]

1. Il grande Baboomba (feat. Mousse T.) – 3:21
2. Il grande Baboomba (feat. Mousse T.) (remix) – 3:42

### Vinile
Remixes
- COD: Universal, Polydor 9821988

Lato A
1. Il grande Baboomba (feat. Mousse T.) (Remix Italian Single) – 3:39
2. Il grande Baboomba (feat. Mousse T.) (So Phat! Remix Extended) – 4:09
3. Mama Get Real (feat. Mousse T.) (Remix English Single) – 3:39 (testo: Zucchero, E. Rennals)

Lato B
1. Mama Get Real (feat. Mousse T.) (So Phat! Remix Extended) – 4:09 (testo: Zucchero, E. Rennals)
2. El gran Baboomba (feat. Mousse T.) (Remix Spanish Single) – 3:39 (testo: Zucchero, Nuria & Raquel Diaz)
3. El gran Baboomba (feat. Mousse T.) (So Phat! Remix Extended) – 4:09 (testo: Zucchero, Nuria & Raquel Diaz)

## Classifiche
| Paese    | Posizione massima |
| -------- | ----------------- |
| Italia   | 8                 |
| Svizzera | 16                |

### Classifiche di fine anno
| Classifica (2004) | Posizione |
| ----------------- | --------- |
| Italia            | 45        |